# Warner (Queensland)
Warner is een plaats in de Australische deelstaat Queensland en telt 4776 inwoners (2006).